# Tlapaneken
De Tlapaneken (Tlapaneeks: Me'phaa, Spaans: Tlapanecas, Nahuatl: Yopi) zijn een indiaans volk woonachtig in de staten Oaxaca, Morelos en Guerrero in Mexico. Er leven 140.254 Tlapaneken in Mexico.
De Chinanteken zijn vooral een landbouwvolk. Zij verbouwen maïs, bonen, pompoenen, roselle, chilipepers, bananen en koffie.
In de precolumbiaanse periode vormden de Tlapaneken de staat Yopitzinco, die niet door de Azteken werd onderworpen. De Tlapaneken danken hun naam aan de Azteken, die hen naar hun hoofdstad Tlapan noemden. Over de vroegste geschiedenis van de Tlapaneken is desalniettemin maar heel weinig bekend, Tlapan is bijvoorbeeld nog altijd niet geïdentificeerd.